# Saint-Laurent-de-Jourdes
Saint-Laurent-de-Jourdes település Franciaországban, Vienne megyében. Lakosainak száma 196 fő (2022. január 1.). Saint-Laurent-de-Jourdes Bouresse, Brion, Dienné, Lhommaizé, Saint-Maurice-la-Clouère, Vernon és Verrières községekkel határos.

## Népesség
A település népessége az elmúlt években az alábbi módon változott:
| Lakosok száma | 204  | 209  | 208  | 200  | 196  | 198  | 199  | 199  | 196  |
|               | 2013 | 2015 | 2016 | 2017 | 2018 | 2019 | 2020 | 2021 | 2022 |